# 어째서 여기에 선생님이?!
《어째서 여기에 선생님이!?》(어째서 여기에 선생님이)는 소모로우 (蘇募ロウ)의 러브 코미디 만화이다. 〈주간 영 매거진〉(코단샤) 2017년 21호부터 연재중이다.
골든타임스라는 제목으로 2015년 46호, 2016년 18호·31호·32호에 독절로 게재된 뒤 현재 제목으로 개제해 2016년 46호부터 51호까지 단기 집중 연재를 거쳐 다음해인 2017년 21호부터 완전 연재된다. 화수 카운트는 '○교시차'. 작자가 급한 병으로 인해 2020년 34호로 휴재되었다. 2020년 4월 현재 누적 발행 부수는 200만 부를 돌파했다.
연상의 여교사와 연하의 남학생 커플 이야기가 권당 한 쌍씩 각 10편의 옴니버스 형식으로 그려져 있다.또 다른 커플의 주역일 때는 카메오 출연도 있다.

## 줄거리
코지마카나 (児嶋加奈) 편
「도깨비의 코지마」라고 두려워하는 코지마 카나는 무섭다고 평판이지만, 사토 이치로 앞만은 천연덕스러운 선생님. 그것이 원인으로 야기되는 야한 해프닝에 두 사람은 말려들고 만다.
마츠카제마유 (松風真由編) 편
성모처럼 다정한 마츠카제 마유는 강한 면으로 인해 반 친구들에게 피해가는 학생 스즈키 린을 의식해 야한 해프닝에 휘말리면서도 그에게 손을 대려고 한다.
잎사쿠라 히카리 (葉桜ひかり) 편
소꿉친구 타카하시 타카시에게 장난을 반복하는 곤란한 선생님·잎사쿠라 히카리는, 거듭된 야한 해프닝에 의해 타카하시를 이성으로서 의식하게 된다.
타치바나 치즈루 (立花千鶴) 편
쿨하고 표정도 거의 흐트러지지 않는 보건교사 다치바나 치즈루는 좋아하는 만화로 학생과 사이좋게 이야기하는 보건교사의 묘사를 보면서 자신도 똑같이 되고 싶다는 생각을 하게 된다.그러던 중 보건실에 나타난 감정표현이 풍부한 고3 다나카 갑에 흥미를 갖는다.
홈라 프란체스카 (ホムラ・フランチェスカ) 편
소꿉친구인 이토 요시히토·마츠카제 사야 두 사람과 같은 학교에 다니고 싶었던 15세의 천재 소녀·홈라·프란체스카가 ALT로서 카와무라 니시고에 부임해 왔다.
이노카와 이즈미 (猪川泉) 편
학교를 빼먹고 편의점 아르바이트를 일삼고 있는 고교 3학년 와타나베 와타루를 학교에 보내기 위해 아르바이트에 담임인 이노카와 이즈미 선생님이 찾아왔다.
오카모토 사쿠라카 (岡本桜花編) 편
오카모토 사쿠라의 예명으로 아이돌로 일하고 있는 오카모토 사쿠라카는 어느 날 야마모토 야마토가 다니는 아사오카 고등학교에 교육실습생으로 찾아온다.
쿠리스 쿠루미&난죠 나나 (栗栖くるみ&南條奈々) 편
다리가 골절되어 입원해 있는 언니 대신 사키가와 여학원에 다니게 된 나카무라 타다시는 학생들에게 인기 있는 교사·쿠리스 쿠루미와 같은 방에서 지내게 되고 만다. 그리고 남과 관계하지 않으려는 교사 난죠나에게 남자임을 들킨다.

## 등장인물
캐스트는 특기가 없는 한 애니메이션 판이다.

### 주요 인물

#### 코지마카나편
코지마 카나 (児嶋加奈,こじま かな）
성우 - 우에사카 스미레 (上坂すみれ)（애니맥스） / 이노우에 마리나 (井上麻里奈)（드라마CD）
카와누마니시 고등학교의 국어 교사이다. 23세이다. B:89, W:57, H:86 / 인기투표 : 1위.
남자답고 소행이 엄격해 학생으로부터는 「도깨비의 코지마」라고 두려워하고 있다. 몰래 사토와 사귀고 있다. 학생들에게 손을 들어준 다른 학교의 불량배들을 혼자서 모두 격침시킬 정도의 실력자인 반면 소극적이어서 쑥스럽다.
사또의 어머니와도 사이가 좋고 요리를 잘한다.술에는 약하게 한 방울이라도 마시면 만취한다. 사실 고등학교 때 사토와 만났고 그때 있었던 일로 선생님이 된다.정신 나간 사람처럼 보이고 꽤 뻔뻔스러운 처녀이기도 해, 남자 화장실의 개인실에 사토와 갇힌(여자 화장실을 사용할 수 없어 어쩔 수 없이 남자 화장실을 사용하고 있었다) 결과, 사토 앞에서 실금해 버리는 등 실패담도 많다.
사토의 졸업 후에는 약혼자 취급으로 방에 틀어박히는 등 행복을 만끽하고 있다.
사토오이치로 (佐藤一郎, さとう いちろう）
성우 - 스즈키 타이타 - (鈴木崚汰, アニメ・ドラマCD）、카와세마키 소년기 (河瀬茉希, 少年期）
카와누마니시고등학교 3학년이며, 17살이다.
성적 운동 외모가 모두 평범한 학생.카나가 좋아하는 남성의 특징인 '연하로 보살핌이 좋고 아이들이 좋아한다'에 해당하는 인물.처음에는 아야를 좋아했지만 카나의 명예를 지킨 끝에 아야에게 미움을 사고 말았다.한편으로 우여곡절을 거쳐 카나와 사귀게 된다. 대학에는 추천으로 합격.염원하던 자취를 시작해 카나가 날마다 붐비고 있다.

#### 마츠카제마유편
마츠카제 마유 (松風真由,まつかぜ まゆ）
성우 -  고토오 무라코 (後藤邑子)
가와누마니시 고등학교의 미술 교사이며 24세이다. B:85, W:58, H:86. 인기투표 : 2위.
모든 것을 감싸는 듯한 상냥함으로 학생들 사이에서는 성모송풍으로 불린다. 수영은 서툴다. 대학 4학년 때의 교원 채용 시험 당일에 지각할 뻔했을 때에 스즈키의 도움을 받고 있다.
스즈키에게 마음을 쏟고 있지만, 그의 둔감함·진실함 때문에 악의가 없는 언동으로 쇼크를 받는 일도 자주 있다. 한편으로 만일의 경우는 자신을 돌보지 않고 자신을 도와주는 스즈키의 상냥함도 알고 있어 주위로부터 고립되어 버리는 스즈키를 염려해 주는 이해자이다. 스즈키의 졸업 후에는 맑게 약혼자 사이로서 상사상애의 나날을 보내, 「홈라 · 프란체스카편」에서는 스즈키와 결혼해 자식을 얻었다.
스즈키 (鈴木凛,すずき りん）
성우 - 마스다 토시키 (増田俊樹)
카와누마니시고 2학년이며, 16살이다. 통학 정기는 후쿠로이케-증성간이다. 시력이 나빠 콘택트를 하고 있다.취미는 온천여행.솔바람을 마음씨 좋은 교사로 존경한다. 성적 우수·운동 능력이 뛰어나고 성격도 좋은데 거구와 강면 때문에 중학교 선배인 사토 이외 친구가 한 명도 없다.그래서 친구 사귀기에 분투하고 있으며 말투가 매우 공손하다.자신의 외모가 주위를 두렵게 하는 것에는 날마다 반성하고 있으며, 매우 성실하고 상냥한 성격.연애에 관해서는 둔감하지만 자는 동안 솔바람에 키스를 받고 나서는 그녀를 의식하게 된다.  졸업 후에는 가업인 스즈키건설의 젊은 사장으로 일하고 있다.

#### 잎사쿠라 히카리 (葉桜ひかり) 편
잎사쿠라 히카리 (葉桜ひかり, はざくら ひかり）
성우 - 이시카미 시즈카 (石上静香)
가와소토고의 체육 교사 22세 / B:88, W:56, H:87
햇볕에 탄 피부가 특징으로 학생회와 수영부의 고문을 맡고 있다.성격은 밝고 건강하며 천진난만하지만 약간 거칠다.잦은 해프닝으로 다카하시를 이성으로서 의식하게 된다. 타카하시와는 단지에서 이웃끼리의 소꿉친구로 「타카」라고 부르고 있다.다카하시를 농락하는 것이 특기인 반면 다카하시에게 뒤지면 약하기 때문에 다카하시에게 주도권을 쥐지 못하도록 매일 겉돌고 있다.  「쿠리스 쿠루미편」에서는 사키가와 고등학교에서 일하고 있다.
타카하시 타카시 (高橋隆, たかはし たかし）
성우 - 야마모토 카즈오미 (山本和臣), 후루키 노조미 (古木のぞみ)（소년기）
카와누마히가시 고등학교 1학년. 학생회 회계.열다섯 살. 키가 작고 중성적인 얼굴을 하고 있다.집이 옆집 벚꽃을 '히카누나'라고 부른다.
자유분방한 빛에 휘둘려 고민도 되지만, 꼼짝 못하게 된 히카리가 소변에 굴복하는 사태에 빠졌을 때에도 끝까지 사태 해결에 분주하는 등, 만일의 경우에 의지할 수 있는 마음씨 착한 인물.당초부터 빛을 의식하고 있었지만, 점차 쌍방의 생각이 일치하게 되어 간다.

#### 타치바나 치즈루 (立花千鶴) 편
타치바나 치즈루 (立花千鶴, たちばな ちづる）
성우 - 야마모토 노조미 (山本希望)
가와누마히 가시 고등학교의 양호 교사이며 24세이다. B:87, W:56, H:85. 인기투표: 3위.
은발의 짧은 머리가 특징.자리 분위기가 얼어붙는 발언을 자주 해 절대 영도의 입화로 불린다.성격은 쿨하고 표정도 거의 흐트러지지 않는다.함몰 유두 좋아하는 만화에서 학생과 사이좋게 이야기하고 있는 보건교사의 묘사를 보았을 때, 자신도 똑같이 되고 싶다고 동경한다.그러던 중 보건실에 나타난 감정표현이 풍부한 다나카에게 흥미를 갖는다.  한 번 다나카에게 고백을 받지만 자신들이 선생님과 학생이라는 관계라는 이유로 한 번 거절하고 다나카가 졸업한 후 다시 다나카에게 고백하며 연애관계가 된다.이후 졸업여행에서는 뜻밖에 다나카와 함께 러브호텔에 머물게 됐지만 삽입에 실패해 선을 넘지 않았다.  「쿠리스 쿠루미 & 난죠 나나편」에서는 타나카와 결혼해, 그와 아이 만들기에 힘쓰고 있었다.그 후 제10권에서 딸을 두었다.
타나카 코우 (田中甲, たなか こう）
성우 - 코바야시 유스케 (小林裕介)
카와누마히가시 고등학교 3학년. 전 학생회 회장이며 열일곱 살이다.
다카하시의 2학년 상사토오·스즈키와는 같은 중학교 출신.교사를 여자친구로 둔 3명에 대해 도덕적 관점에서 의구심을 갖는 등 상식적이지만 억울하기도 하고 고등학교 졸업 전까지 여자친구를 만들겠다고 선언했다.대학은 추천으로 합격했다.
다치바나 선생님과 지내다 그녀가 좋아지고 고백했다가 한번 거절당하지만 졸업 후 다치바나 선생님으로부터 고백을 받아 연애관계가 된다. 「쿠리스 쿠루미&난죠 나나편」에서는 타치바나 선생님과 결혼한 것이 판명되었다.

#### 홈라 프란체스카 (ホムラ・フランチェスカ) 편
홈라 프란체스카 (ホムラ・フランチェスカ)
가와누마 니시고 외국어 지도조교(ALT). 15~16세. 4월 30일 생이다. B : 82, W : 56, H : 85
열다섯 살에 외국 대학을 졸업한 천재.어릴 적 일본에서 한 달 생활할 때 이토와 마쓰카제 사야를 만났고, 다시 한번 학교에 가고 싶다는 동기에서 일본 가와누마니시고에 부임했다.다만 두 사람 앞에서는 속마음을 말하지 않고 솔직해질 수 없다.
부임 당시에는 그 천재가 화를 입어 독선적인 수업을 하고 있었기 때문에 학생들로부터 혹평을 받았지만, 이토와 사야로부터 어드바이스를 받아 학생의 취미 취향을 하룻밤 사이에 조사해 다음날 크게 개선되었다.
「쿠리스 쿠루미&난죠 나나편」으로 여성 최초의 노벌상을 수상했다고 신문에 게재되었다.후에, 카무라 기숙사에 일로 온 이토와 함께 모습을 보이고 있으며, 거기서 면식을 가진 난죠에게 조언한다.
이토오 요리토 (伊藤依人, いとう よりと）
카와누마니시고등학교 1학년. 15살이다. 3월 30일 생이다.
사야에게 어릴 적부터 연정을 품고 있어, 맹공부 끝에 같은 고등학교에 진학했다.홈에 대해서는 기억이 잘 나지 않는다.홈라가 이토에게 실수로 보낸 동영상을 보고 그녀의 마음을 깨닫고 홈라를 의식하게 된다.최종적으로는 사야의 후원도 있어서 홈라와 연인 사이가 된다. 「쿠리스 쿠루미&난죠 나나편」에서는 스즈키 건설에서 일하고 있는 것이 판명되었다.
마츠카제 사야 (松風さや, まつかぜ さや）
성우 - 오오츠 보유카 (大坪由佳)
카와누마니시고 1년(학생회 회계)→3년(학생회장). 15세→17세. 11월 24일 생이다. B: 72, W:56, H:82.
마츠카제의 여동생. 초등학교 때 학동에서 이토와 홈라에게 공부를 가르치고 있었다.두 사람에 관해서는 동생처럼 매우 귀여워하고 있다.사랑하는 누나와 스즈키와의 결혼에는 기쁨의 반면 외로움도 있어, 「마츠카제 마유 편」에서는 가정 교사 스즈키가 그 외모도 어울려 누나의 몸을 노리고 있다고 착각하고 있었다. 이토가 사야를 좋아하는 것을 눈치챈 다음 사야와 홈 사이에서 요동치는 이토를 지지했다. 고등학교 3학년 때 머리가 긴 머리에서 짧은 단발로 변경되었다.
「쿠리스 쿠루미&난죠 나나편」에서는 사키가와 여자 학원에서 교원으로서 일하고 있어, 카쿠라 기숙사에서 비가 새었을 때에 동 기숙사에서 생활하는 면면에 업자를 수배한 취지를 전한다.

#### 이노카와 이즈미 (猪川泉) 편
이노카와 이즈미 (猪川泉, いのかわ いずみ）
8월 5일생 24세. 신장 150센티미터, 체중 45킬로그램. 86, W : 57, H : 85. 인기투표 : 4위.
와타나베의 담임 선생님마강고등학교에서 지리·역사를 담당하고 있다.
긴 검은 머리와 오른쪽 눈의 울음점, 그리고 검은 투성이의 옷이 특징적이다. 유치원생 남동생이 있다. 다친 와타나베에게 반창고를 붙이거나 동생이 릴레이를 할 때 현수막을 이용해 응원하는 등 마음씨 착한 성격의 소유자이지만 갑자기 학생 뒤에 나타나 그 학생의 사생활을 말하는 바람에 학생들에게 뒤에서 배후령의 이노카와로 불리며 겁을 먹고 있다. 자면서 옷을 벗을 정도로 잠버릇이 나빠 한 번 자면 좀처럼 일어나지 않는다. 반딧불이가 좋아. 와타나베를 학교에 보내기 위해 그와 행동을 같이하던 중 그를 의식하게 되고, 1학기 종업식 날 학교에 온 와타나베가 내뱉은 한마디를 계기로 양심이 된다.
지난 3월 31일 와타나베가 사회인이 되는 순간을 둘이서 맞이하기 위해 그의 자택에서 보냈다.
와타나베 와타루 (渡辺渉, わたなべ わたる）
아사오카 고등학교 3학년. 모자가정에서 고학생이기도 하고, 학교보다 아르바이트가 즐겁기 때문이라는 이유로 3학년이 되어서는 등교가 되어, 편의점 아르바이트를 일삼고 있다.사토오이치로는 아르바이트를 하는 선배.집에 차는 없지만 보통 면허를 소지하고 있다(교칙 위반이므로 주위에는 비밀로 하고 있다). 이노카와의 마음을 알게 된 것을 계기로 그녀를 좋아한다는 것을 깨닫고 그녀와 사귀기 위해 제대로 학교를 졸업하기로 결심한다.  그 후, 아사오카 고등학교를 졸업하고, 사토의 소개로 스즈키 건설에 취직이 결정된다.선생님과 학생 사이가 아니게 되면 사귀겠다는 약속을 이행하기 위해 3월 31일 이노카와를 자택으로 불렀다.

#### 오카모토 사쿠라카 (岡本桜花) 편
오카모토 사쿠라카 (岡本桜花, おかもと おうか）
야마토의 4살 연상의 소꿉친구로 그에게서 '벚꽃언니'로 불린다.견갑골 정도까지 있는 검은 머리를 뒤에 고정시키고 안경을 쓰고 있다.연예계에 입문해 오카모토 사쿠라의 예명으로 아이돌 그룹 「나타데코 아가씨」의 리더를 맡고 있다.바보 아이돌로서 인기를 얻고 있지만 실제로는 야마토 가로되, 성실하고 공부의 귀신이다.도쿄의 대학에 진학하고 있어 아사오카고에 교육실습생으로 온다.아이돌을 연내에 그만두고 교사를 목표로 하고 있었지만 야마토와의 관계를 특종당해 학생들에게도 아이돌인 것이 발각되어 소동이 되었기 때문에 이사장에게 실습의 중지를 신청했다. 이후 아이돌은 은퇴하고 대학을 유급해 교원면허를 취득, 대회에 출전하는 야마토를 응원하러 달려가 그의 신기록 달성을 지켜보며 야마토의 고백에 눈물을 흘리며 답한다.제10권 특별편에서 야마토와 결혼한 것으로 판명된다.
야마모토 야마토 (山本大和, やまもと やまと）
아사오카 고교 2년. 육상부 주장.어릴 적, 소꿉 친구 오카모토로부터 「좋아하는 타입은 굳이 말하자면 발이 빠른 사람」이라고 듣고 나서, 그녀가 좋아했으면 해 육상 경기(단거리 달리기)에 힘쓰고 있다.학업에 관해서는 스포츠 추천 때문에 성적이 형편없다. 오버워크로 피로 골절이 되지만, 해외의 재활 시설에서의 치료를 거쳐 1년 후의 대회에서는 9.91의 신기록을 내, 오카모토에게 고백한다.

#### 쿠리스 쿠루미 & 난죠 나나 (栗栖くるみ & 南條奈々)편
쿠리스 쿠루미 (栗栖くるみ,くりす くるみ）
사키가와 여학원의 음악 교사. 회색 짧은 머리가 특징인 여인으로, 학생들의 인기를 얻고 있다.별명은 프린스 쿠리스(줄여서 프리쿠리). 서로의 가슴을 키우기 위해 마음과 가슴을 주무르는 약속을 하고 있다.무늬를 다른 옷과 함께 세탁하는 등 가냘픈 일면을 지녔다.말고문에 약하다. 그녀가 다니던 유치원도 학교도 공학이 아니었기 때문에 남성에게 면역이 없고 트렁크만 봐도 얼굴이 붉어진다.10권(8권부터 1년 후)에서 사키가와 여학원이 사키가와 고교와 합병해 공학이 되었을 때는 남자 기숙사가 된 카무라 기숙사의 기숙사장이 되고 착오가 겹쳐 남학생들로부터 스승으로 불리게 된다.
나카무라 타다시 (中村忠,なかむら ただし）
마음의 쌍둥이 동생으로 사키가와 고등학교 학생.턱털이 한 올 나 있다. 다리가 부러져 입원한 언니 대신 반강제로 자매학교인 사키가와 여학원에 다니게 된다.마음과 그리스가 같은 방이었기 때문에, 쿠리스와 같은 방에서 지내게 된다. 음경은 고등학생이라고는 생각되지 않을 정도로 작다.수영장 감시원 아르바이트를 하고 있다.
난죠우 나나 (南條奈々,なんじょう なな）
카무라 기숙사에서 생활하고 있는 교사로, 히카리와 타카하시의 소꿉친구.무릎 뒤까지 내려오는 긴 머리와 톱니가 특징. 일인칭은 나. 키 148센티미터, 몸무게는 43킬로그램이다. B：87、W：60、H：85。
동료들은 남과 관련된 것을 극단적으로 싫어하는 사람이라는 평가를 받는데 이는 어린 시절의 사건 때문이다.자신이 존경하는 과학자 홈라가 연애로 성장했다는 기사를 읽고 연애에 흥미를 갖고 있다.「키미이」 「과연」 등, 어미에 작은 모음을 포함한 말투로 말한다.「마음으로요 메일」 「돗카니오토코이나이카나」 「이세이호이호이」라고 하는 것을 발명하고 있다.
자신이 개발한 장치의 반응에서 나카무라가 남자임을 간파하고 나카무라가 남자임을 묵인하는 대신 카무라가 기숙사에 있는 교사 중 누군가와 연애를 해달라고 부탁한다.존경하는 홈라와 만났을 때는 황송했다.

#### 미나모토 미즈키 (皆本瑞稀) 편
미나모토 미즈키 (皆本瑞稀, みなもと みずき）
코바야시가 다니는 학교 선생님이다. 혼혈로 푸른 눈과 금발 포니테일이 특징적이어서 학교에서는 독불장군 개본으로 불리며 두려워하고 있다. 과거 미나토로 만화를 그렸지만 처음 잡지에 실린 완결이 팬들에게 인터넷에서 혹평을 받았던 트라우마에서 만화에서 벗어나 있었다. 자신의 팬이었던 고바야시와 함께 동인지를 제작하면서 그에게 연정을 품게 된다.
코바야시 쇼린 (小林翔凜, こばやし しょうりん）
고등학교 3학년생. 집은 의사의 가계로 오락 전반이 금지되어 있지만, 편의점에서 미나토의 만화를 우연히 읽으면서 만화 편집자를 목표로 하게 된다. 원래는 사키가와 고등학교(남고교 시절)에 다녔고 타다와는 친구였지만 만화 편집자가 되겠다고 부모에게 선언했을 때 반감당했기 때문에 현재의 학교로 전학해, 1인용 아파트에 살고 있다.

#### 기타 등장인물
아야짱 (アヤちゃん)
사토가 좋아하던 상대수학여행 중 남탕에서 소동이 벌어졌을 때, 사토가 노천탕에 러브돌(이것은 코지마가 있는 것을 숨기기 위해 사토가 한 거짓말)을 끌어들이고 있던 것을 목격하고, 도망쳤다.
사토오사키 (佐藤咲)
성우 - 이쿠텐메 히토미 (生天目仁美)
사토의 어머니. 36세.후배인 코지마와 아들의 관계가 진전되도록 양자에게 적극적으로 압력을 가한다.캐릭터북에 따르면 고교 재학 중 당시 담임을 사귀기 시작해 졸업 후 곧바로 결혼해 아들을 출산했다.
사토오시오 (佐藤詩緒)
성우 - 닛타히요리 (新田ひより)
사또의 나이 차이가 나는 여동생오빠는 잘 따르지만 분위기가 무서운 고지마는 따르지 않는다.
스즈키스즈, 레이 (鈴木すず、れい)
목소리 - 미야지마 에미(宮島えみ,すず), 키쿠치 히토미 (菊地瞳,れい）
스즈키의 쌍둥이 여동생과 남동생. 4살이다.
이노카와 타케시 (猪川猛, いのかわ たける）
이노카와의 나이 차인 동생이다.
이노카와의 어머니 (猪川の母)
딸과 똑같은 외모를 하고 있다.또 딸이 섭외에 호의를 갖고 있다는 것을 알고 있다.
와타나베의 어머니 (渡辺の母)
미혼모로 음료수 방문판매로 생계를 꾸리지만 여자 손 하나로 가계를 지탱하다 보니 다소 피로도 안고 있다.아들이 아르바이트 때문에 등교하지 않은 것을 알게 된 이후 친신이 되어주는 이노카와에게 감사하다.
하야시 린고 (林林檎)
나타데코 딸 멤버미디어에의 대응에서는 매우 공손한 어조로 말하지만, 실제로는 언니의 성품으로 야마토 앞에서는 꽤 부서진 말투가 되어, 타케마츠·키구치처럼 야하다.
타케마츠 코우메 (竹松小梅)
나타데코 딸 멤버초등학생같은 체형이지만 18살. 밝고 건강한 성격으로 사쿠라에게 가장 폐를 끼치는 것 같다.
키구치안구 (木口杏)
나타데코 딸 멤버얌전하고 수줍음이 많은 성격이지만 발가벗겨지는 야마토의 사타구니를 제대로 보려고 한다. 불필요한 털은 영구 제모한다.
나카무라신 (中村心, なかむら こころ）
나카무라의 쌍둥이 언니로, 사키가와 여학원의 학생.턱털이 두 가닥 나 있다.학원내의 「가무라 기숙사」에서 생활하고 있다.수업을 너무 빼먹어 유급 위기에 빠져 있다가 다리가 부러져 입원해 버려 동생에게 대신 학교에 가 달라고 부탁한다.
모모미 모모카 (最上桃花, もがみ ももか）
카쿠라 기숙사에서 생활하고 있는 세목의 미술 교사. 풍만한 가슴을 하고 있다.평소 황홀한 만큼 화가 나면 무섭고 화가 날 때만 개안한다.왠지 잘 때 스케이트 네그리제를 입는다.모두 책이란 소꿉친구로 예전에는 겐얀이었던 듯, 모두 책의 과장된 소문은 모두 그녀에 대한 것이다.
오오무라 오리에 (大村織絵, おおむら おりえ）
카쿠라 기숙사에서 생활하고 있는 체육교사. 쾌활한 성격.다나카 코우와는 사촌지간으로 쿠리스와는 대학 시절의 동급생이다.
개본의 어머니 (皆本の母)
외국인이지만 일본 만화나 애니메이션을 좋아해서 동인지 인쇄소에서 일하고 있다. 코스프레가 취미이다.
카와카미 카에데 (川上楓,かわかみ かえで）
고바야시의 사촌이자 만화 잡지의 편집자. 코바야시와 마찬가지로 미나토의 팬이다.
타치바나의 부모 (立花の両親)
목소리 - 시미즈 아야카 ( 清水彩香) (어머니), 타마루 아츠시 (田丸篤志) (아버지)

## 서지 정보

### 단행본
- 소모로우『왜 여기에 선생님이!』고단샤 〈얀마가 KC 스페셜[b]〉,기간 11권 (20년 11월 6일 현재)
  1. 2017년 1월 6일 발매[6]
  2. 2017년 9월 6일 발매[7]
    - 『풀컬러 소책자 포함 특장판』 같은 날 발매[8]

  3. 2018년 1월 5일 발매[9]
    - 드라마CD 포함 한정판 같은 날 발매[10]

  4. 2018년 5월 7일 발매[11]
    - 「풀 컬러 소책자 첨부 한정판」이날 발매[12]

  5. 2018년 10월 5일 발매[13]
    - 『풀컬러 소책자 포함 호화 특장판』 같은 날 발매[14]

  6. 2019년 3월 6일 발매[15]
    - 『풀컬러 소책자 포함 호화 특장판』 같은 날 발매[16]

  7. 2019년 6월 20일 발매[17]
    - 『애니메이션 완전판 DVD, 풀컬러 소책자 포함 한정판』 같은 날 발매[18]

  8. 2019년 9월 6일 발매[19]
    - 『DVD 포함 한정판』같은 날 발매[20]

  9. 2019년 12월 6일 발매[21]
    - 『DVD 포함 한정판』같은 날 발매[22]

  10. 2020년 5월 7일 발매[23]
    - 『풀컬러 소책자 포함 호화 특장판』 같은 날 발매[24]

  11. 2020년 11월 6일 발매[25]
    - 『풀컬러 소책자 포함 호화 특장판』 같은 날 발매[26]

### 기타
- 공식 가이드북 어째서 여기 선생님이!? 생활지도 안내서 (2019년 4월 18일 발매)[27]
- 『왜 여기에 선생님이!? 채색겸 미회치혼 유학식편』 2020년 11월 6일 발매[28]

## 텔레비전 애니메이션
2019년 4월부터 6월까지 TOKYO MX 외에서 방송된 애니메이션이다.
원작에서 국부 노출이 존재하기 때문에 아슬아슬한 부분이 크게 가려지거나 하는 일반 버전 외에 AT-X 및 일부 동영상 전달 서비스에서는 엎드린 표현의 일부분이 철폐된 <더 꾸준히 ver.>가 방송 및 전달되어, AT-X에서는 또한 셀 비디오판을 「한계 돌파의 완전판」으로서 미방영된 13화를 포함해 2020년 5월 10일부터 방송했다.
원작 7권부터 9권에는 엎드려 표현이 완전 철폐된 『한계 돌파의 완전판』 각 4화분의 완전 무수정판 OAD가 부록으로 붙는다. 또한 2019년 12월 11일에 총 12화(일반버전·한계돌파 완전판)+미방송(13교시)을 수록한 블루레이 BOX(KIZX-385~7)가 발매되었다.。
애니메이션 제작사인 티어스튜디오는 본작 방영 후인 2019년 12월 경영파탄으로 인해 이 작품이 마지막 텔레비전 애니메이션 작품이다. 

### 스태프
- 원작 - 소모로우 (蘇募ロウ)[3]
- 총감독 -  카네코 히라쿠 (金子ひらく)[3]
- 감독 - 토코로 토시카츠 (所俊克)[5]
- 캐릭터 디자인·총작화 감독 - 타무라 카즈히코[5]
- 미술설정 - 시이노 루우스케 (椎野隆介)[5]
- 미술 감독 - hidehide[5]
- 색채 설계 - 후루카와 코오이치 (古川康一)[5]
- 편집 - 유 케이스케[5]
- 컴포지트 디렉터 - 미야가 요시즈 (みやがわよしかず)[5]
- 음악 - 음 (吟)[5]
- 음향감독 - 모리시타 히로토 (森下広人)[5]
- 음향효과 - 80정태 (八十正太)[5]
- 음향 제작 - 이음 (叶音)[5]
- 음악 프로듀서 - 스와 유타카 (諏訪豊)
- 프로듀서 - 후지이 타카히로, 스도 코타로, 이시와타 하루야, 코바야시 켄이치, 미야기 소우지, 하라다 타카유키
- 애니메이션 프로듀서 - 이시이 히토시
- 애니메이션 제작 - 티어 스튜디오[3]
- 제작 - 왜 여기 선생님이!?제작 위원회[5]

### 주제가
본♡큐♡본은 그의 것♡ (ボン♡キュッ♡ボンは彼のモノ♡)
카미사카 스미레에 의한 오프닝 테마. 작사 · 작곡 · 편곡은 청룡인이다.
사과색 메모리즈 (りんご色メモリーズ)
음(BUSTED ROSE)의 작사·작곡·편곡에 의한 엔딩 테마. 가창은 제1~4화가 코지마 카나(카미사카 스미레), 제5·6·9화는 마츠카제 마츠카제 마츠카제(고토 읍코), 제7~9화는 잎사쿠라 히카리(이시가미 시즈카), 제10·11화는 타치바나 치즈루(야마모토 희망).

### 내용주
1. ↑  46号では『ゴールデンタイム』。
2. ↑  特装版はプレミアムKCより発売。
3. ↑  最後の制作作品は、劇場版OVAのフラグタイム。